# Jugoslavija na Zimskih olimpijskih igrah 1968 - hokej na ledu
Jugoslavija je na Zimskih olimpijskih igrah 1968, ki so potekale med 6. in 18. februarjem 1968 v Grenoblu in so štele tudi za Svetovno prvenstvo, hokejski turnir pa je potekal v francoskem mestu Grenoble, s petimi zmagami in porazom zasedla deveto mesto, oziroma prvo mesto v skupini B. Toda zaradi krčenja elitne skupine svetovnega hokeja iz osem na šest reprezentanc, je jugoslovanska reprezentanca ostala v skupini B. To je bil drugi nastop jugoslovanske hokejske reprezentance na Olimpijskih igrah. Albin Felc je bil s šestimi goli in petimi podajami najboljši strelec prvenstva, izbran je bil tudi v idealno peterko prvenstva.

## Postava
- Vratarja: Anton Gale, Rudi Knez
- Branilci: Viktor Ravnik, Ivo Jan, Ivo Ratej,  Vlado Jug, Franc Razinger
- Napadalci: 
  - Prvi napad: Franc Smolej - Albin Felc - Viktor Tišlar
  - Drugi napad: Boris Reno - Rudi Hiti - Slavko Beravs
  - Tretji napad: Ciril Klinar - Bogo Jan - Roman Smolej
  - Rezervna napadalca: Janez Mlakar, Miroslav Gojanović

## Tekme

### Razvrstitvena tekma
| 4. februar 1968 | Finska | 11–2 | Jugoslavija | Palais des Sports, Grenoble |

| Poročilo tekme | Poročilo tekme | Poročilo tekme | Poročilo tekme | Poročilo tekme |
| -------------- | -------------- | -------------- | -------------- | -------------- |
|                |                | (3:0,6:0,2:2)  |                |                |

### Za 9. do 14. mesto
| 7. februar 1968 | Jugoslavija | 5–1 | Japonska | Palais des Sports, Grenoble |

| Poročilo tekme | Poročilo tekme | Poročilo tekme | Poročilo tekme | Poročilo tekme |
| -------------- | -------------- | -------------- | -------------- | -------------- |
|                |                | (2:0,0:0,3:1)  |                |                |

| 9. februar 1968 | Jugoslavija | 6–0 | Avstrija | Palais des Sports, Grenoble |

| Poročilo tekme | Poročilo tekme | Poročilo tekme | Poročilo tekme | Poročilo tekme |
| -------------- | -------------- | -------------- | -------------- | -------------- |
|                |                | (2:0,2:0,2:0)  |                |                |

| 13. februar 1968 | Francija | 1–10 | Jugoslavija | Palais des Sports, Grenoble |

| Poročilo tekme | Poročilo tekme | Poročilo tekme | Poročilo tekme | Poročilo tekme |
| -------------- | -------------- | -------------- | -------------- | -------------- |
|                |                | (0:6,0:1,1:3)  |                |                |

| 16. februar 1968 | Jugoslavija | 9–5 | Romunija | Palais des Sports, Grenoble |

| Poročilo tekme | Poročilo tekme | Poročilo tekme | Poročilo tekme | Poročilo tekme |
| -------------- | -------------- | -------------- | -------------- | -------------- |
|                |                | (5:3,1:1,3:1)  |                |                |

| 17. februar 1968 | Norveška | 2–3 | Jugoslavija | Palais des Sports, Grenoble |

| Poročilo tekme | Poročilo tekme | Poročilo tekme | Poročilo tekme | Poročilo tekme |
| -------------- | -------------- | -------------- | -------------- | -------------- |
|                |                | (1:1,0:0,1:2)  |                |                |